# メナシャ (ウィスコンシン州)
メナシャまたはメナーシャ（英: Menasha, Wisconsin）は、アメリカ合衆国ウィスコンシン州東部ウィネベーゴ郡に位置する都市。一部はカルメット郡にも属する。メナシャという地名は
、「とげ」または「島」を意味するウィネベーゴ族の単語に由来する。市内にはウィスコンシンフォックスバレー大学が本部を置いている。

## 2010年国勢調査
以下は2010年の国勢調査による人口統計データである。
| 基礎データ - 人口: 17,353 人 - 世帯数: 7,405 世帯 - 家族数: 4,415 家族 - 人口密度: 1111.1人/km2（2,878.8人/mi2） - 住居数: 7,973 軒 - 住居密度: 510.5軒/km2（1320,2 軒/mi2） 人種別人口構成 - 白人: 90.8% - アフリカン・アメリカン: 1.2% - ネイティブ・アメリカン: 0.7% - アジア人: 2.2% - 太平洋諸島系: 0.1% - その他の人種: 3.0% - 混血: 2.1% - ヒスパニック・ラテン系: 6.9% | 年齢別人口構成 - 18歳未満: 24.8% - 18-24歳: 8.2% - 25-44歳: 29.1% - 45-64歳: 26.4% - 65歳以上: 11.6% - 年齢の中央値: 36歳 - 性比 - 男性：49.4% - 女性：50.6% 世帯と家族（対世帯数） - 18歳未満の子供がいる: 30.7% - 結婚・同居している夫婦: 43.6% - 未婚・離婚・死別女性が世帯主: 10.9% - 非家族世帯: 40.4% - 単身世帯: 32.2% - 65歳以上の老人1人暮らし: 9.9% - 平均構成人数 - 世帯: 2.32人 - 家族: 2.95人 |

## 行政

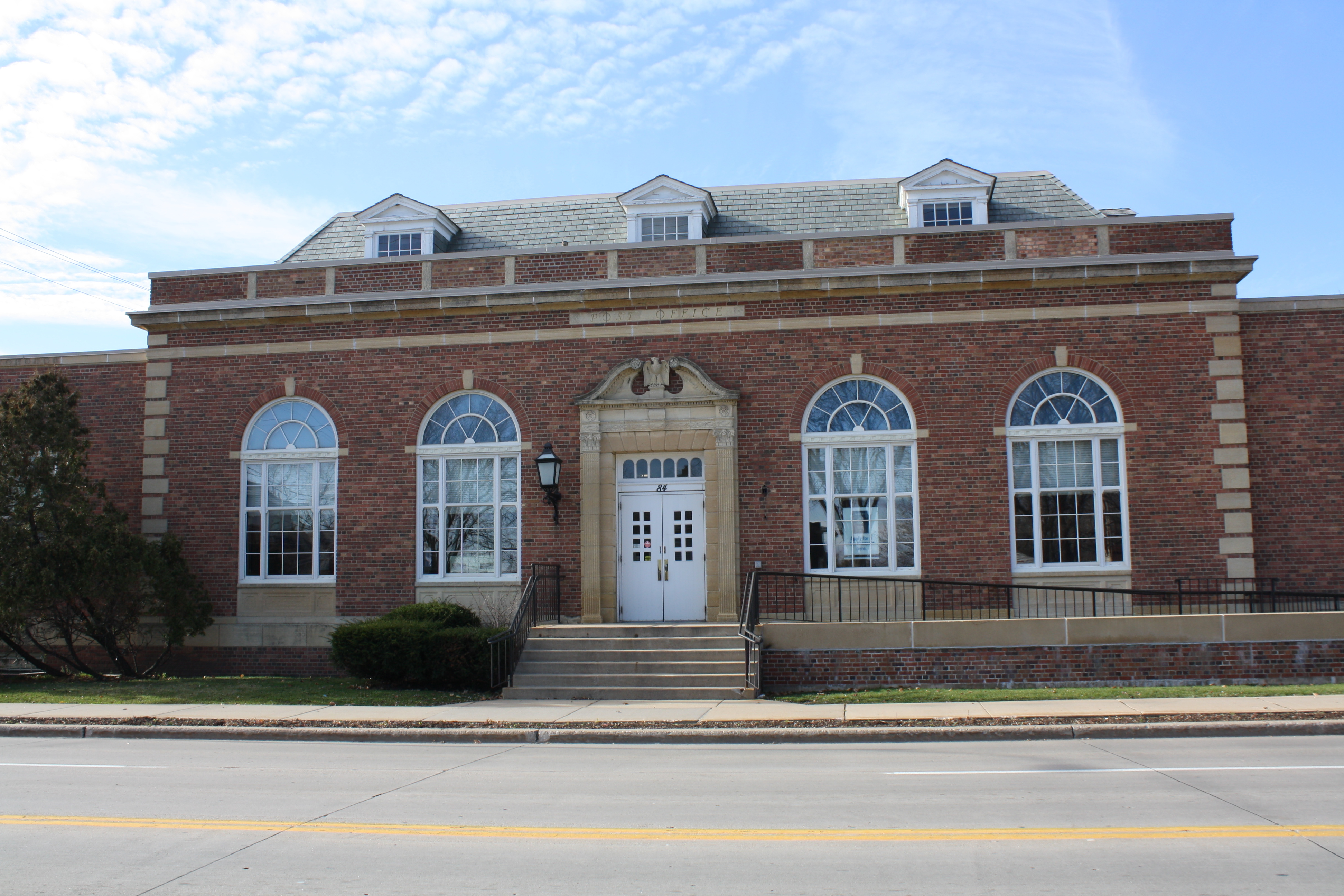
メナシャ郵便局

メナシャ市では市長‐市会制（カウンシルメイヤー制）を導入している。市内は8つの選挙区に分かれている。

## 著名な出身者
- エリック・ヒンスキー - 元MLB選手。現在はコーチ。